# Bundesgymnasium Oberschützen

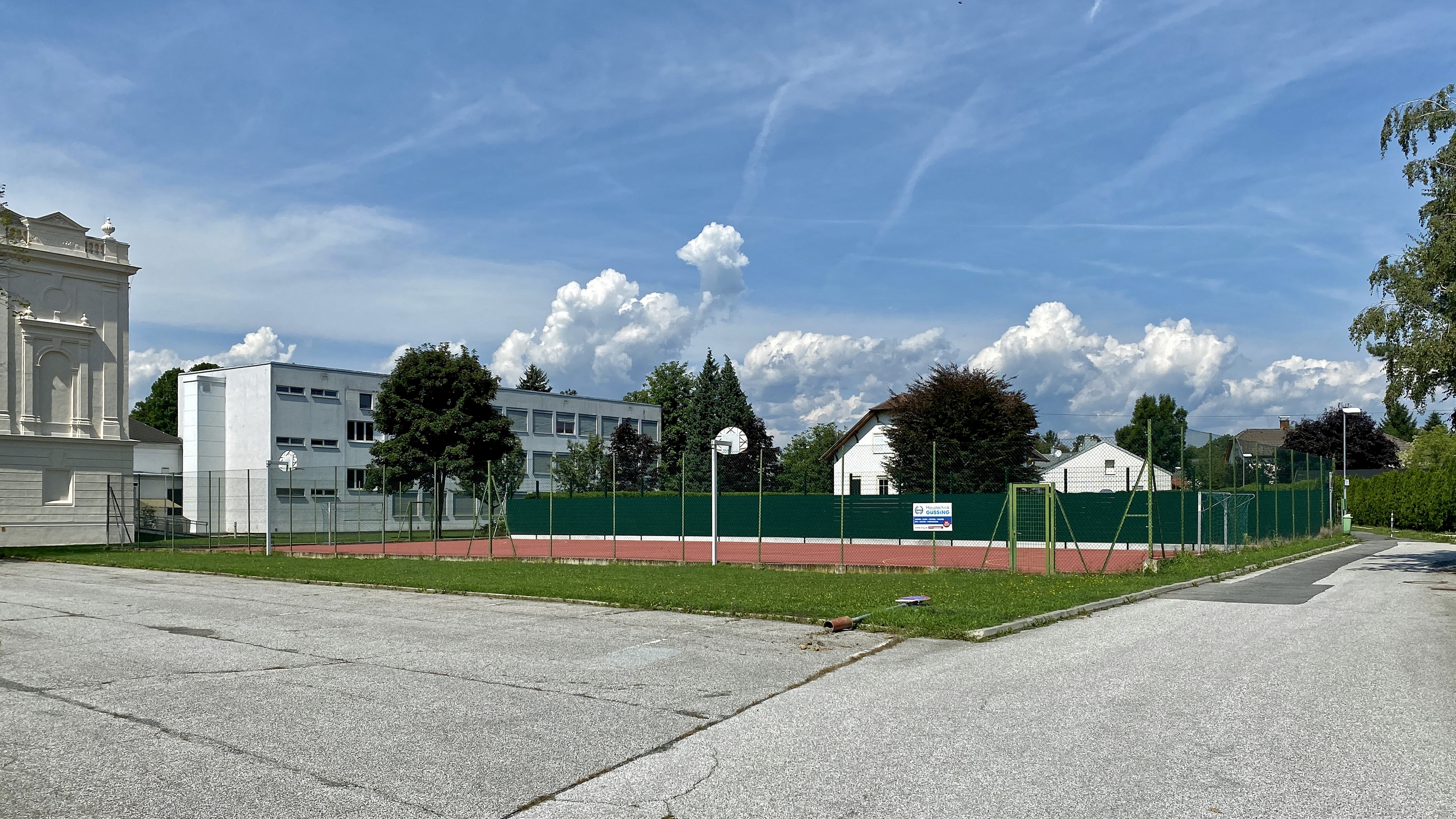
Sportplatz des Bundesgymnasiums Oberschützen

Das Bundesgymnasium Oberschützen als BG/BRG/BORG in der Gemeinde Oberschützen im Bezirk Oberwart ist das älteste Gymnasium im Burgenland. Das Schulgebäude steht unter Denkmalschutz.

## Geschichte
1846 gründete der evangelische Pfarrer Gottlieb August Wimmer (1791–1863) ein evangelisches Gymnasium.
Im Jahr 1911 konnte das Gymnasium das neuerrichtete eigene Schulgebäude beziehen.
Beim sogenannten Anschluss Österreichs 1938 wurde die evangelische Privatschule enteignet und verstaatlicht. Im Zweiten Weltkrieg wurde das Schulgebäude als Lazarett verwendet und durch Kriegshandlungen teils zerstört und bis 1946 wiederhergestellt.
Ab 1946 wurde das Gymnasium als staatliches Bundesrealgymnasium weitergeführt.

## Leitung
- 1969–1982 Johann Werthner[3]
- 1986–2009 Alfred Kainz[4]
- 2009–2011 Wilfried Salber (interimistisch)[1][5]
- seit Dezember 2011 Ingrid Weltler-Müller[6]

## Bekannte ehemalige Schüler und Lehrer der Schule
- Hans Peter Doskozil (* 1970); Politiker, seit 2019 Landeshauptmann des Burgenlandes
- Ilija Dürhammer (* 1969); Autor und Lehrer am Bundesgymnasium Oberschützen
- Jenny Posch (* 1988); Fernseh- und Radiomoderatorin
- Bernd Kager (* 1987); Fußballspieler und Lehrer am Bundesgymnasium Oberschützen
- Johannes Kästner (* 1978); Chemiker und Professor für Theoretische Chemie der Universität Stuttgart
- Andreas Leitner (* 1975); Basketballspieler und Lehrer am Bundesgymnasium Oberschützen
- Johannes Marlovits (* 1971); Fernsehjournalist
- Gert Polster (* 1975); Historiker, Museumsdirektor und Politiker
- Doris Prohaska (* 1966); Hauptschullehrerin und Politikerin
- Michaela Resetar (* 1966); Politikerin
- Gerald Tarnai (* 1940); langjähriger Gymnasialdirektor der Diözese Eisenstadt in Eisenstadt[7]